# ИС-7
ИС-7 (Индекс ГБТУ — Объект 260) — опытный советский тяжёлый танк.
ИС-7 разработан в 1945—1947 годах, выпуск ограничился шестью прототипами и незначительным числом предсерийных машин, произведённых в 1949 году. Подобно предшественникам, предназначенным для прорыва мощных оборонительных полос противника, ИС-7 имел хорошую бронезащиту. Мощнейший танк своего времени и один из самых тяжёлых среди советских танков. На вооружение Советской Армии ВС Союза ССР не принимался, но многие, из впервые применённых на этом танке технических решений, были впоследствии успешно использованы в других серийных танковых боевых машинах.

## История создания
Проект был осуществлен танковым конструктором Николаем Фёдоровичем Шашмуриным.
Летом 1945 года в г. Ленинграде началось проектирование Объекта 260, получившего индекс ИС-7. Для его детальной проработки было создано несколько узкоспециализированных групп, руководителями которых назначили опытных инженеров, имевших большой опыт в создании тяжёлых танков.

## Описание конструкции
Хотя ИС-7 являлся во многом развитием тяжёлого танка ИС-3, на нём было применено множество новейших решений, значительно опередивших своё время. Компоновка танка классическая, отделение управления объединено с боевым. В вытянутой носовой части корпуса, где размещался механик-водитель, удалось рационально и удобно скомпоновать отделение управления. Наведение пушки с пулемётами в маске облегчили силовые электроприводы, управляемые с пульта наводчика. Из-за солидного веса снарядов экипаж танка пополнился вторым заряжающим и состоял из пяти человек: механик-водитель, командир, наводчик и двое заряжающих. Чтобы облегчить и ускорить работу, боекомплект из 25 выстрелов, уложенный в корме башни, подавался по транспортёру.

### Броневой корпус и башня
Броневой корпус ИС-7 сваривался из катаных гомогенных броневых плит различной толщины. Лобовая часть выполнялась из трёх листов с большими углами наклона по схеме «щучий нос» из 150-мм плит, борта для большей жёсткости сложной формы с обратным уклоном вверху изготавливались (не сваривались, а гнулись под прессом) из двух частей — верхних наклонных толщиной 150 мм и вогнутых внутрь нижних толщиной 100 мм. Кормовая часть состояла из нижней детали 100-мм толщины и сильно наклоненной 60-мм верхней детали. Штампованные крыша и днище имели толщину 30 и 20 мм, соответственно.
Башня танка — литая, четырёхместная, очень больших размеров, но невысокая и с большими углами наклона брони. Броня башни переменной толщины, от 94 мм в кормовой части башни до 210 при суммарном наклоне 51 — 60 градусов в лобовой, толщина маски орудия достигала 355 мм.

### Вооружение
Основным вооружением танка являлась по тем временам мощная 130-мм танковая нарезная пушка С-70 с длиной ствола 57,4 калибра и начальной скоростью 33,4-килограммового бронебойного снаряда 900 м/с разработанная на базе 130-мм морской корабельной пушки. Пушка имела вертикальный клиновой полуавтоматический затвор, оборудовалась однокамерным сетчатым дульным тормозом, системой управления огнём и механизмом заряжания с электроприводом, по типу морских артиллерийских установок. Система управления огнём при ведении стрельбы автоматически наводила пушку в соответствии с положением прицела и производила выстрел. Боекомплект орудия составлял 30 выстрелов раздельно-гильзового заряжания с подкалиберными бронебойными и осколочно-фугасными снарядами, размещавшихся на полу боевого отделения и в надгусеничных нишах.
| Таблица бронепробиваемости для C-70 |     |      |      |      |      |      |
| Снаряд \ Расстояние, м | 500 | 1000 | 1500 | 2000 | 2500 | 3000 |
| БР-482 (угол встречи 30°) | 205 | 195  | 185  | 170  | н/д  | 145  |
| БР-482 (угол встречи 90°) | 250 | 240  | 225  | 210  | н/д  | 180  |
| Данные по советской методике измерения бронепробиваемости. Следует иметь в виду, что в разное время и в разных странах использовались различные методики определения бронепробиваемости. Как следствие, прямое сравнение с аналогичными данными других орудий часто оказывается невозможным либо некорректным. |     |      |      |      |      |      |

Помимо пушки, вооружение ИС-7 составляли 8 пулемётов, из них два — 14,5-мм КПВТ и 6 — 7,62-мм РП-46. Один из КПВТ и два РП-46 были установлены в маске пушки, второй КПВТ устанавливался на турели на крыше башни, из оставшихся четырёх РП-46, два крепились по бортам кормовой части башни для стрельбы назад и два — по бортам корпуса на надгусеничных полках для стрельбы вперёд. Все пулемёты, кроме спаренных с пушкой, оборудовались дистанционным электроприводом и наводились изнутри танка. Боекомплект пулемётов состоял из 400 14,5-мм патронов и 2500 7,62-мм.
Пушка С-70 стала первой отечественной танковой пушкой с механизированной боеукладкой. Механизм представлял собой корпус, в нижней части которого было размещено 6 гильз, а в верхней части — 7 снарядов. В средней части корпуса на цапфах, закрепленных на тумбах, устанавливался качающийся лоток с досылателем. Заряжание осуществлялось движением кареток поперечной подачи и досылающего устройства лотка. Механизированная боеукладка имела электропривод.
В ходе испытаний скорострельность пушки с механизированной боеукладкой была 5 выстрелов в минуту, а при ручном заряжании — 1,1 выстрела в минуту. Дальность стрельбы осколочно-фугасным снарядом при угле возвышения 15° составляла 16 030 метров.
Помимо 130-мм пушки С-70, Ж.Я.Котин рассматривал вопрос об использовании в ИС-7 мощной 122-мм пушки БЛ-16, создание которой велось в ОКБ-172 НКВД ещё в 1944—1945 годы. Бронебойный снаряд этой пушки массой 25 кг имел начальную скорость 1000 м/с. Особенностью пушки являлось принципиально новое решение схемы подъемного механизма, отвечавшее задачам ведения стрельбы сходу, а также механизм заряжания, обеспечивавший ей скорострельность 8—10 выстр./мин. Однако к моменту начала изготовления опытных образцов ИС-7 в 1946 году работы по пушке БЛ-16 были заморожены. Несмотря на обращение главного конструктора ЛКЗ Ж.Я.Котина к начальнику четвертого спецотдела МВД генерал-майору В.А.Кравченко о возобновлении работ по данной артсистеме, этот вопрос так и не был решен положительно.

### Двигатель и трансмиссия
ИС-7 оборудовались V-образным 12-цилиндровым четырёхтактным дизельным двигателем эжекционного охлаждения М-50Т (Т-танковый) мощностью 1050 л.с, являвшимся танковым вариантом морского дизельного двигателя.
Трансмиссия на первых прототипах состояла из шестиступенчатой коробки передач и двухступенчатого механизма поворота планетарного типа, но на второй серии прототипов и предсерийных машинах устанавливалась восьмиступенчатая планетарная коробка передач и иные механизмы поворота.

### Ходовая часть
Подвеска катков независимая, торсионная. Ходовая часть каждого борта состояла из 7 сдвоенных опорных катков с металлическими ободами и размещёнными в балансирах гидравлическими амортизаторами. Ведущие колёса задние, зацепление гусениц цевочное. Впервые в советском танкостроении на ИС-7 была применена гусеница с резинометаллическим шарниром.

### Машины на базе
За время проведения работ по совершенствованию конструкции танка ИС-7 образца 1947 года, на его базе в ОГК ЛКЗ и филиале Опытного завода №100 в 1947-1948 гг. были проработаны эскизно-технические проекты тяжелых САУ большой мощности типа СУ-152БМ:
- Объект 261-1 закрытого типа с передним расположением боевого отделения со 152-мм пушкой М-31 с начальной скоростью снаряда 880 м/с (впоследствии получила обозначение «Объект 261»);
- Объект 261-2 полуоткрытого типа с задним расположением боевого отделения со 152-мм пушкой М-48 с начальной скоростью снаряда 1000 м/с (впоследствии получила обозначение «Объект 262»);
- Объект 261-3 полуоткрытого типа с задним расположением боевого отделения со 180-мм морской пушкой МУ-1 с начальной скоростью снаряда 920 м/с.

Проект 1948 года:
- Объект 269 — советский проект тяжёлой самоходной артиллерийской установки, со 152-мм пушкой М-31А;

Проект 1950 года:
- Объект 263 — советский проект тяжёлой 130-мм самоходной артиллерийской установки.